# Краљевчани (Петриња)
Краљевчани су насељено место у саставу града Петриње, у Банији, Република Хрватска.

## Историја
Краљевчани су се од распада Југославије до августа 1995. године налазили у Републици Српској Крајини.

## Становништво
Насеље је према попису становништва из 2011. године имало 63 становника.
| Националност       | 1991. | 1981. | 1971. | 1961. |
| Срби               | 64    | 65    | 104   | 125   |
| Хрвати             | 87    | 90    | 85    | 113   |
| Југословени        |       | 19    |       |       |
| остали и непознато |       | 1     |       |       |
| Укупно             | 151   | 175   | 189   | 238   |

| Демографија | Демографија | Демографија |
| Година      | Становника  | Становника  |
| ----------- | ----------- | ----------- |
| 1961.       | 238         |             |
| 1971.       | 189         |             |
| 1981.       | 175         |             |
| 1991.       | 151         |             |
| 2001.       | 96          |             |
| 2011.       |             | 63          |

## Знамените личности
- Михаило Грујић, епископ Српске православне цркве